# 圣地亚哥·阿尔瓦雷斯
圣地亚哥·阿尔瓦雷斯（西班牙語：Santiago Álvarez，1994年1月17日—），阿根廷男子橄榄球运动员。他曾代表阿根廷七人制国家队参加2016年和2020年夏季奥林匹克运动会七人制橄榄球比赛，其中2020年奥运会获得一枚铜牌。